# Prisilna hospitalizacija
Prisilna hospitalizacija je medicinski i zakonski čin u liječenju osoba.

## Uvjeti i razlozi
Tri su prisile: prisilni smještaj (forced detention), prisilno zadržavanje (forced admission) i prisilno liječenje. Pod time se obično misli na liječenje osoba osoba kojima je psihijatrijska skrb nužno potrebna radi uspješne buduće reintegracije u zajednicu. Sprovodi ju se zato što narav pacijentove psihičke bolesti ih često nekritičnima prema svojem duševnom zdravlju. Društvo je dužno zaštititi osobe koje zbog svoje psihičke bolesti nisu sposobne donositi odluke u svojem najboljem interesu. Prisilna je jer pacijent može ne pristati na liječenje, pa se sprovodi prisilno zadržavanje u zdravstvenoj ustanovi.
Zato je potreban sudski postupak. Najčešći sudski procesuirani pacijenti iz ove skupine su iz skupine psihotičnih poremećaja, pod radnom dijagnozom iz skupine shizofrenije, poremećaja sličnih shizofreniji i sumanutih stanja, ali bez dovoljne razine statističke značajnosti, a drugi su iz skupine mentalnih poremećaja i poremećaja ponašanja nastalih upotrebom psihoaktivnih tvari, kod kojih je utvrđena statistički značajna povezanost s otpuštanjem unutar 72 sata od početka prisilnog zadržavanja. Prisilna hospitalizacija uz zaštitu pacijenta ima ulogu zaštite njegove okoline odnosno društva od opasnosti koju mogu prouzročiti takvi bolesnici (agresivno ponašanje i sl.).
Osim kod poremećaja duševnog zdravlja, zakonski su dopuštene mogućnosti oduzimanja slobode radi sprječavanja širenja zaraznih bolesti ili kod skitnica. Oduzimanje slobode mora se sudski nadzirati i osoba kojoj je uskraćena sloboda ima pravo uložiti žalbu sudu ako se ne radi o poremećaju duševnog zdravlja. Kod nositelja zaraznih bolesti sprovodi se prisilna hospitalizacija ako se neodgovorno ponašaju, tj. ako su nositelji bolesti i svjesni svog zdravstvenog stanja, a usprkos tome se kreću među ljudima i šire bolest. Poznati su primjeri nositelja virusa HIV-a koji su namjerno širili bolest. Prisilna hospitalizacija također se sprovodi da bi se spriječio biološki terorizam. Kod radikaliziranih populacija i u međunarodnom terorizmu, nositelji mogu posegnuti svojim zdravljem kao oružjem za stvaranje podloge za širenje masovne histerije i za širenje bolesti.

## Pravna, medicinska i etička pitanja
Pitanje prisilne hospitalizacije je i etičko, pravno i medicinski složen problem o kojem se vode neprestane debate, jer se ne radi samo o prisilnom liječenju, nego i o ograničavanju slobode kretanja osobe. Prema Zakonu o zaštiti prava pacijenata(ZZPP), pacijent ima pravo odbiti ili prihvatiti terapijski ili dijagnostički postupak, no psihijatrijsko liječenje je ostalo jedno od rijetkih vrsta liječenja koje se može provesti i protiv pacijentove volje. Medicinski je nužno osigurati liječenje osobi koja možda nije ni svjesna svoje bolesti. Pravno, mora se voditi računa o tome da se toj istoj osobi neopravdano ne oduzme sloboda, stoga prisilno liječenje takvog pacijenta može biti etično i legalno samo ako pacijent nije svjestan svoje bolesti te dovodi u opasnost sebe i/ili osobe u svojoj okolini.
Situacija se mora pravno dobro regulirati da bi se izbjegla i spriječila ikakva mogućnost zlouporabe. 20. stoljeće puno je primjera u totalitarističkim društvima u kojima su režimi psihijatrijskim liječenjem služili se kao sredstvom eliminacije političkih neistomišljenika. U SSSR su "psihuške" (psihijatrijski konclogori, mjesta zatvaranja političkih protivnika na psihijatriju), osobito u staljinizmu bile jednim od glavnih sredstava uklanjanja političkih disidenata i protivnika. Kroz psihuške je u SSSR prošlo oko 335.000 političkih nepoćudnika. Iz javnosti su ih uklanjali i stigmatizirali duševnom bolešću, a na liječenju neutralizirali šopanjem snažnim i neprimjerenim lijekovima kojima je ugrožena zatočenikova mogućnost rasuđivanja. Dijagnoze su bile blaga ili latentna shizofrenija. Među rijetkim zemljama koje posežu za takvom praksom danas je NR Kina. Primjena te metode u demokratskim društvima u 20. st. i danas nepotpuno je dokazana, premda moguća. Ostavljen je prostor za zloporabe, jer demokratska društva ne posežu za takvim mjerama i zato što se one službeno ne događaju, teško je posumnjati da je baš konkretni slučaj predmet gdje se dogodila zloporaba. Čestim je predmetom teorija urote.